# Geospiza
Geospiza Gould, 1837 è un genere di uccelli passeriformi appartenenti alla famiglia Thraupidae.

## Tassonomia
Il genere comprende le seguenti specie:
- Geospiza fuliginosa Gould, 1837
- Geospiza difficilis Sharpe, 1888
- Geospiza acutirostris Ridgway, 1894
- Geospiza septentrionalis Rothschild & Hartert, 1899
- Geospiza conirostris Ridgway, 1890
- Geospiza propinqua Ridgway, 1894
- Geospiza magnirostris Gould, 1837
- Geospiza scandens (Gould, 1837)
- Geospiza fortis Gould, 1837